# Écorpain
Écorpain ist eine französische Gemeinde mit 304 Einwohnern (Stand: 1. Januar 2022) im Département Sarthe in der Region Pays de la Loire. Sie gehört zum Kanton Saint-Calais und zum Arrondissement Mamers. Die Bewohner nennen sich Écorpinois. Zu Écorpain gehören neben der Hauptsiedlung auch die Weiler Cutibale und Gustave. 
Nachbargemeinden sind Bouloire im Nordwesten, Coudrecieux im Norden, Montaillé im Osten, Sainte-Cérotte im Südosten, Val d’Étangson mit Évaillé im Süden und Maisoncelles im Westen.

## Bevölkerungsentwicklung

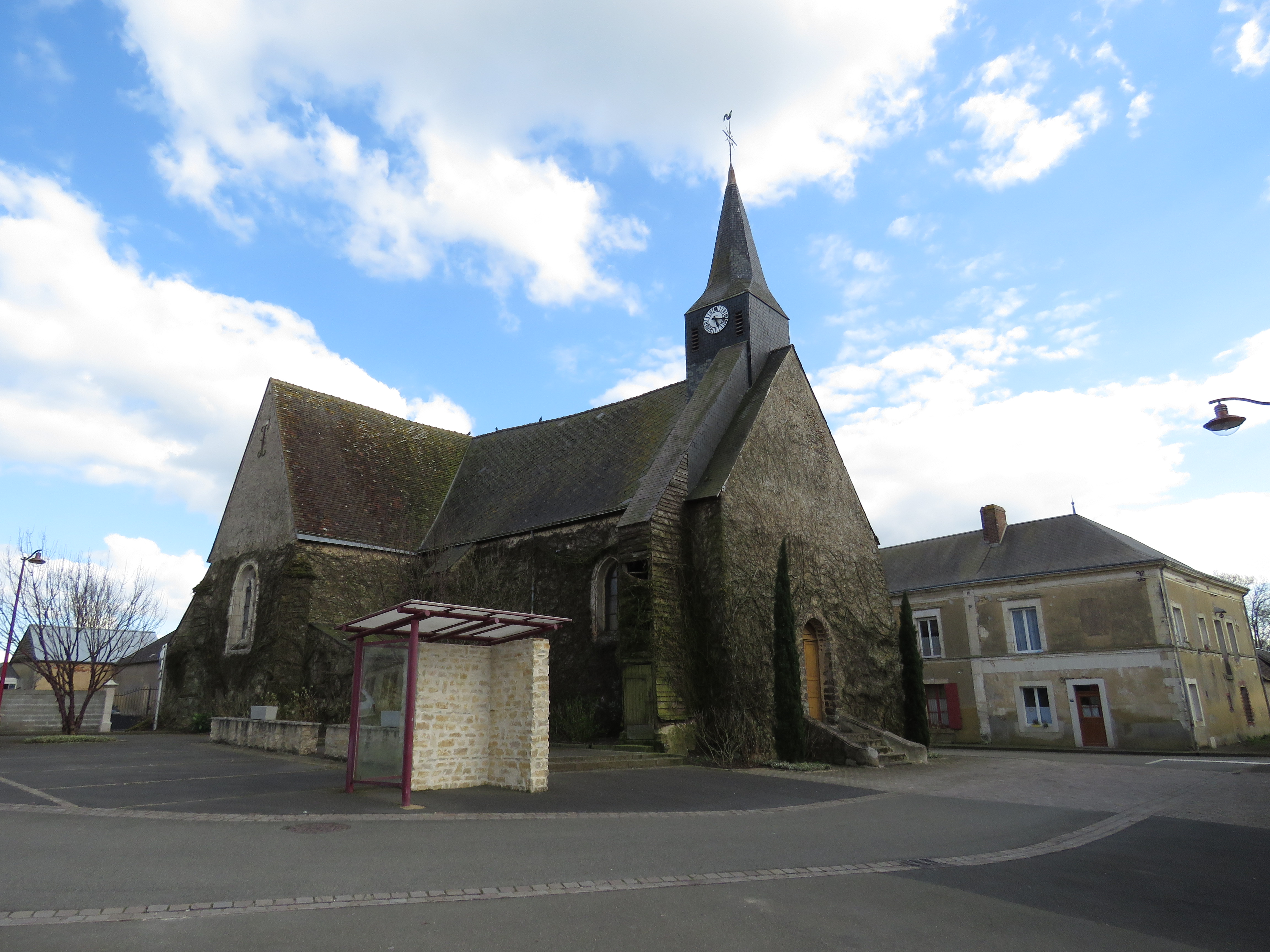
Kirche Saint-Pierre in Écorpain

| Jahr      | 1962 | 1968 | 1975 | 1982 | 1990 | 1999 | 2006 | 2014 | 2020 |
| --------- | ---- | ---- | ---- | ---- | ---- | ---- | ---- | ---- | ---- |
| Einwohner | 473  | 433  | 354  | 316  | 315  | 301  | 340  | 301  | 299  |